# اتفاق الحضانة
تكون خطة الأبوة أو اتفاق الحضانة مطلوبًا من جانب المحكمة الجزئية بالإضافة إلى أوراق الطلاق عند طلاق أو انفصال الزوجين. وتساعد خطة الأبوة الوالدين على تجنب الصراعات المستقبلية الناشئة عن عدم وجود مبادئ توجيهية خاصة بالمسئوليات المتعلقة بالأطفال. وبدون وضع اتفاقيات محددة حول هذه المسئوليات، تنشأ نزاعات وقد تكون هناك دعاوى قضائية لحل هذه المشكلات. وعندما لا يخضع الوالدان لهذا القانون، تضطر المحكمة لاتخاذ قرار يتعلق بحياة الأطفال وتضع خطة أبوة للوالدين. ويمكن للوالدين التفكير في اللجوء إلى التحكيم الملزم حيث يقوم المحكم باتخاذ نفس القرار مثل القاضي لتجنب الذهاب للمحاكم في المستقبل.
سوف تتناول خطة الأبوة موضوعات مثل:
- وقت الرعاية الوالدية (الحضانة الفعلية)
- اتخاذ القرار (الحضانة القانونية)
- الانتقال والتبادلات
- الإجازات السنوية والعطل المدرسية
- دعم الطفل
- عملية حل النزاع
- الذهاب للمدرسة والاطلاع على السجلات
- الرعاية الصحية البدنية والعقلية
- معلومات الاتصال والانتقال والسفر إلى الخارج
- الأنشطة الاجتماعية ووظائف المدرسة
- المبيت والزيارات
- الاتصالات وعملية صنع القرار المشترك
- التوسط والتحكيم
- التأمين الصحي والمصاريف ذات الصلة
- التواصل مع الأقارب والآخرين الذين لهم أهمية
- الضرائب والوصايا

بعض هذه الموضوعات ينظمها القانون المعمول به في الولاية مثل دعم الطفل والتأمين الصحي،
إذا وافق الوالدان على خطة الأبوة قبل جلسة المحكمة يسمى ذلك «الاتفاق»، ويمكن أن يوافق القاضي على خطة الأبوة المتفق عليها دون عقد جلسة المحكمة. وعادة ما يشجع القضاة الطرفين على الوصول لاتفاق بدلاً من جلسة المحكمة.

## الولايات المتحدة
في غالبية الولايات، يوجد قانون يتطلب ضرورة تنفيذ خطط الأبوة الصادرة بحكم المحكمة الحد الأدنى من الوقت الخاص بوقت الوالدين للوالد غير الحاضن والمخول بالحصول عليه. إذا لم تحدد المحكمة الحد الأدنى من الوقت في حكمها قد يؤدي هذا إلى استئناف الحكم في محكمة أعلى، وعادة ما تكون خطة الأبوة الأولى جزء من أحكام الطلاق إن كان هناك أطفالاً. ويستطيع الوالدان فيما بعد تعديل خطة الأبوة الحالية عن طريق تقديم طلب جديد للمحكمة عندما تتغير الظروف مثل انتقال الوالد وقضايا إساءة معاملة الطفل والمشكلات الصحية وغيرها.
تتكون الخطة المثالية للزيارات لمسافات قصيرة التي تقرها محكمة الأسرة في غالبية الولايات المتحدة من عطل نهاية الأسبوع وبعض الإجازات كما توجد خطط للزيارات متوسطة المسافة والتي تسمح بالجمع بين هذه الزيارات لتكون لمدة زمنية طويلة للحد من السفر، وفي العادة، يستطيع الوالدان تغيير الخطة الوالدية المعيارية للولاية أو وضع خطة مختلفة مخصصة إذا وافق القاضي على التغييرات.
وبالرغم من ذلك فالطفل الذي يبلغ من العمر 13 عامًا أو نحو ذلك، حسب الولاية، يمكن أن يكون له الحق في الإدلاء بشهادته في المحكمة حول الحضانة وتنظيمات خطة الأبوة والتي عادة ما يكون لها تأثير كبير على قرار المحكمة.
كما تتضمن خطط الأبوة كذلك قيودًا مختلفة وملحوظات عامة حول اتصال الوالدين بالطفل مثل تنظيم قضايا السلامة والرعاية الطبية وممارسة الرياضة وغير ذلك الكثير، وأحيانًا تحتوي خطة الأبوة على قيود تفرض على انتقال الوالدين أو العدول عن تطبيق قواعد الولاية مما يسمح لهم بالانتقال دون طلب ذلك من المحكمة.

## بريطانيا العظمى
في إنجلترا وويلز تصدر محكمة الأسرة والطفل لخدمات الاستشارة والدعم وهي هيئة عامة غير إدارية كتيب بعنوان خطط الأبوة تضع أولادك في المرتبة الأولى: دليل للوالدين المنفصلين Parenting Plans Putting your children first: a guide for separating parents.

## أستراليا
تكون خطط الأبوة في أستراليا عبارة عن اتفاق مكتوب بين الوالدين ويتم دون مساعدة أو إقرار المحكمة لكن يمكن أن يتم في حضور وسيط، وهي غير ملزمة وغير نافذة بقوة القانون وبالتالي يمكن مخالفتها. ويمكن كتابة خطة الأبوة بالطريقة المذكورة ويمكن أن تُقدم للمحكمة للتصديق عليها وحينئذ يصبح ذلك حكم بالموافقة، ولا يوجد ما يسمى خطة أبوة «قياسية» حيث إن كل حالة هي حالة فريدة، لكن هناك أمثلة متاحة لخطط الأبوة.
على الرغم من أن خطة الأبوة غير ملزمة قانونًا؛ إلا أنه عند بدء اتخاذ إجراءات قانونية بعد الاتفاق على خطة الأبوة فإن المحكمة ستولي اهتمامًا كبيرًا ووزنًا للخطة المتفق عليها لأنها تظهر نوايا كل والد في وقت التوقيع،
يمكن أن تتضمن خطط الأبوة عددًا كبيرًا أو قليلاً من الاعتبارات حول الطفل (الأطفال) حسب ما اتفق عليه الوالدان، وبالرغم من ذلك تتضمن الخطة عمومًا دعم الطفل بما في ذلك الدعم المادي المستحق للطفل والذي يقوم بحسابه وكالة دعم الطفل بالحكومة الأسترالية (CSA).
وتم تشكيل حزب الوالد غير الحاضن (المساواة في الأبوة)  في أستراليا من عام 1998.
يقرر الموقع الإلكتروني للحزب أن السياسات الأساسية تتمركز حول قضية قانون العائلة وإصلاح دعم الطفل. ويتم ذلك من خلال التأكيد على التغييرات التشريعية من أجل الحفاظ على الحقوق الطبيعية للطفل والحفاظ على علاقة ذات مغزى مع الوالدين والتغييرات القانونية والإجرائية لضمان أن نظام دعم الطفل يتسم بالعدل والمساواة ويهدف إلى تحقق غرضه الأولي وهو دعم الطفل (الأطفال)،
وتم تسجيل حزب الوالد غير الحاضن (المساواة في الأبوة) حاليًا كحزب سياسي في لجنة الانتخابات الأسترالية (AEC).

## مستحق الحضانة في الإسلام
لقواعد الإسلام أهمية عند المسلمين، فهي ما تقوم عليه معاملاتهم، إلا أن يحصل اعتداء فيلجؤون للقانون، وقد نظم الإسلام هذا الحق، فأعطى أولوية للأقارب في حقهم للحضانة تبعًا لما فيه منفعة الطفل، فكان الأولى بحق الحضانة النساء، ثم الرجال، وهم على التالي:

### ترتيب النساء في حق الحضانة
- الأم: هي الأولى بحق الحضانة، فيُعطى لها حق حضانة الطفل الصغير للأم إن كانت محققة للشروط والضوابط ولم تتزوج بعد.[17] ودليل ذلك قوله ﷺ: ((أنتِ أحق به ما لم تنكحي)).[18]
- الجدة والخالة: حيث اتفق الأئمة الأربعة على أنَّ الحضانة تكون بعد الأم للجدة أم الأم، واختلفوا فيمن يليها:

- فذكر الإمام مالك - في حال عدم توافر الأم أو اختلال شروطها - أن حق الحضانة يأتي للجدة أم الأم بعد الأم، وذلك إذا لم تكن متزوجة، أما إن تزوجت يسقط حقها، ويليها في ذلك الخالة أخت الأم، ثم الجدة أم الأب، ثم الأخت.
- بينما رأى الأحناف أن حق الحضانة بعد الأم للجدة أم الأم، ثم لأم الأب، ثم للأخوات، والأخت من الأم أولى من الأخت من الأب، ثم الخالات ثم العمات.
- في الشافعية الجديد: الحضانة بعد الأم للجدة أم الأم، وأمهاتها وإن علون، ثم الجدة أم الأب، ثم أمهاتها وإن علون، ثم أمهات الجد، ثم الأخوات، ثم الخالات ثم العمات.
- الحنابلة: أم الأم بعد الأم، ثم أم الأب، ثم أمهاتهم، ثم الجد، ثم أمهاته، ثم الأخت لأبوين، ثم الأخت لأب، ثم الأخت لأم، ثم الخالة ثم العمة.
ففي الخالة ورد حديث تخاصم علي وزيد وجعفر في بنت عم علي ، فقال علي: أنا آخذها وهي بنت عمي، وقال جعفر: ابنة عمي وخالتها تحتي، وقال زيد: ابنة أخي، فقضى بها النبي ﷺ لخالتها، وقال: ((الخالة بمنزلة الأم)). بينما في الجدة ورد حديث في موطأ الإمام مالك: كانت عند عمر بن الخطاب امرأة من الأنصار، فولدت له عاصم بن عمر، ثم أنَّه فارقها، فجاء عمر قباء، فوجد ابنه عاصم يلعب في فناء المسجد، فأخذ بعضده، فوضعه بين يديه على الدابة، فأدركته جدة الغلام فنازعته إياه، حتى أتيا أبا بكر الصديق، فقال عمر: ابني، وقالت المرأة: ابني، فقال أبو بكر: خل بينها وبينه، فقال: فما راجعه عمر الكلام.

### ترتيب الرجال في حق الحضانة
وينظر للرجال في حال عدم توافر النساء سابقات الذكر. فتكون للأب، ثم للجد أب الأب وإن علا، ثم الأخ من الأبوين، ثم الأخ من الأب، ثم بنوهم وإن سفلوا، ثم العمومة، ثم بنوهم، ثم عمومة الأب، ثم أبنائهم.

### شروط مستحق الحضانة
يجب أن يتوفر في مستحق الحضانة بعض الشروط تؤهله للقيام بتلك المسؤولية. وتقسم لـ 3 أقسام.
- شروط يجب توافرها في الرجال والنساء:

1- العقل: فلا تصح لمجنون.
2- البلوغ: فهنا يكون هو نفسه بحاجةٍ لولاية إن لم يكن بالغًا.
3- الاستقامة.
4- الإسلام في حال اختلاف الدين: فذهب الشافعية والحنابلة إلى أن الكافر يسقط عنه حق الحضانة. وخالفهم الحنفية إن كان الطفل لا يعقل الأديان، والمالكية إلا التخوف من سقي الطفل خمرًا أو إطعامه لحم خنزير.
5- الحرية.
- شروط خاصة بالنساء:

1- عدم زواج المرأة برجلٍ أجنبي: وذلك لقوله ﷺ: ((أنتِ أحق به ما لم تنكحي)).
2- أنت تكون المرأة ذات رحمٍ محرم للصغير: فلا حضانة لبنات العم ولا بنات الخال وغيرهم.
- شروط خاصة بالرجال:

1- أن يكون محرمًا للطفل إن كان أنثى يمكن اشتهاؤها.